# Music for Montserrat
Music for montserrat é um álbum que traz imagens e som de um show histórico que reuniu grandes nomes da música internacional, como Mark Knopfler, Paul McCartney, Sting, Elton John, Phil Colins, entre outros, no Royal Albert Hall, Londres. De caráter beneficente, "Music for Montserrat", realizado em 15 de setembro de 1997, foi gravado ao vivo e editado em DVD. O show foi realizado devido à erupção de um vulcão que se encontrava inativo há cerca de 400 anos. Grandes músicos que haviam gravado nos estúdios Air music, em Montserrat, e que já haviam estado no local fizeram esse show, que é considerado um dos melhores shows da história da música.

## Faixas
1. Introduction
2. Take Me Home (Phil Collins)
3. Hot, Hot, Hot (Arrow & His Band)
4. Blue Suede Shoes (Carl Perkins)
5. Volcano (Jimmy Buffet)
6. Brothers In Arms (Mark Knopfler)
7. Money For Nothing (Mark Knopfler)
8. Message In A Bottle (Sting)
9. Magic (Sting & Elton John)
10. Your Song (Elton John)
11. Live Like Horses (Elton John)
12. Don´t Let The Sun Go Down On Me (Elton John)
13. Broken Hearted (Eric Clapton)
14. Layla (Eric Clapton)
15. Same Old Blues (Eric Clapton)
16. Yesterday (Paul McCartney)
17. Golden Slumbers (Paul McCartney)
18. Hey Jude (Paul McCartney)
19. Kansas City (Paul McCartney)